# Apolócrates
Apolócrates ( alrededor de 375 a. C.-347 a. C. en Locri) era el hijo mayor del tirano de Siracusa Dionisio II y su esposa Sofrosine, un nieto del tirano Dionisio. Entre 357-355 a. C. fue gobernador de su padre en el castillo asediado Ortigia, una isla de Siracusa. En 355 tenía a las fuerzas invasoras de su tío Dion asediando la fortaleza. Ese mismo año recibió la rendición del castillo de paso libre. Pasó los próximos años como el futuro heredero al lado de su padre en Locri en la península italiana, la ciudad natal de su abuela Doris, en la que su padre había levantado después de la expulsión de Siracusa una tiranía autocrática.
En 346 a. C. Apolócrates y su padre Dionisio II recuperaron la ciudad por la fuerza y la pusieron de nuevo bajo su gobierno tras diez años de ausencia en Siracusa. El destino de Apolócrates en ese momento incierto. Es posible que acompañara a su padre en la campaña para recuperar Siracusa, pero tal vez se quedó con sus hermanos y su madre en Locri en supuesta seguridad. En este caso, probablemente Apolócrates habría fallecido a raíz del levantamiento popular ocurrido en Locri el 347 a. C. en el cual fue asesinado junto con los demás miembros familia del tirano. Dionisio II vengó el asesinato de su familia al permitir que su ejército arrasara a los rebeldes de Locri.
En 344 a. C. el corintio Timoleón, con una fuerza expedicionaria aterrizó en Sicilia y depuso al tirano Dionisio II. La tiranía dionisiana tuvo una inusual caída por varios factores, y lo más asombroso fue lo que hizo su tirano que se fue, para el asombro de sus contemporáneos, como un ciudadano modesto al exilio en Corinto.
- Datos: Q350099